# Ultimatum a Chicago
Ultimatum a Chicago (Chicago Deadline) è un film statunitense del 1949 diretto da Lewis Allen.
Il film, che è basato sul romanzo pubblicato nel 1933 One Woman di Tiffany Thayer, è stato rifatto anche per la televisione nel 1966 con il titolo Fame Is the Name of the Game, per la regia di Stuart Rosenberg.

## Trama
Il reporter di Chicago Ed Adams si trova in una pensione fatiscente quando il corpo della bellissima Rosita Jean d'Ur viene ritrovato da una cameriera. Insospettito dalla situazione, Ed prende il  diario della donna, che contiene parecchi nomi, prima che arrivi la polizia.
Nonostante le autorità dichiarino che Rosita sia morta per un'emorragia tubercolare, Ed inizia a investigare. Contatta alcune delle persone elencate nel diario, tra cui il malavitoso Solly Wellman, il dirigente finanziario G.G. Temple e la misteriosa Belle Dorset, ma tutti negano di conoscerla. Durante una festa, Ed incontra Leona Purdy, una donna affascinante che dichiara di aver conosciuto Rosita, e i due iniziano a frequentarsi.
Rosita, scopre Ed, non era una donna dissoluta ma una persona compassionevole che aveva subito sfruttamenti e delusioni. Grazie al fratello della donna, Tommy Ditman, Ed apprende che Rosita era scappata di casa a 17 anni e aveva sposato un artista, Paul Jean d'Ur, prima che il matrimonio fallisse e Paul morisse in un incidente.
Le indagini di Ed si intensificano quando Wellman e Temple lo minacciano. Leona rivela che Rosita era stata coinvolta sentimentalmente con Edgar "Blacky" Franchot, un gangster ma aveva anche respinto le avances di Temple. Dopo che Blacky era stato brutalmente picchiato, i due si rifugiarono in campagna, ma la relazione terminò e Rosita tornò a Chicago, iniziando una relazione con Temple.
Ed scopre che Temple aveva ordinato l'aggressione nei confronti di Blacky e che successivamente aveva avuto un violento litigio con Rosita. Quando Temple viene ucciso, si sospetta il coinvolgimento di Wellman che, infine, cerca anche di eliminare Ed in una sparatoria. Ed, però, sopravvive e uccide Wellman in un confronto finale.
Al funerale di Rosita, Ed racconta a Tommy la verità sul tragico destino della sorella e decide di bruciare il diario per proteggerne la memoria. La storia si conclude con Ed che riflette sull'intreccio di amore, avidità e tradimenti che hanno segnato la vita di Rosita.